# محمود الشيخ راضي
محمود محمد جواد الشيخ راضي هو سياسي عراقي ولد في النجف سنة 1944، وحاصل على شهادة بكالوريوس هندسة.
شغل منصب وزير العمل والشؤون الاجتماعية في حكومة نوري المالكي الأولى.